# Viala-du-Pas-de-Jaux
Viala-du-Pas-de-Jaux là một xã ở tỉnh Aveyron, thuộc vùng Occitanie ở miền nam nước Pháp.